# Запис Милашиновића крушка (Брезна)
Запис Милашиновића крушка (Брезна) се налази на парцели чији је власник Милашиновић Богољуб.

## Локација
| Општина             | Краљево                                                                     |
| Катастарска општина | Брезна                                                                      |
| Потес               | Брезна                                                                      |
| Координате          | 43° 34′ 11″ С; 20° 40′ 33″ И / 43.569600000000001° С; 20.675799999999999° И |
| Надморска висина    | 710m                                                                        |

## Карактеристике
Дендрометријске вредности утврђене на терену и сателитским снимцима:
| Стабло                     | Крушка |
| Висина стабла              | m      |
| Обим дебла                 | m      |
| Пречник крошње             | 3m     |
| Пречник дебла              | m      |
| Висина дебла до прве гране | m      |

## База записа
Запис је у оквиру Викимедија пројекта "Запис - Свето дрво" заведен под редним бројем 0502.